# Tanegashima

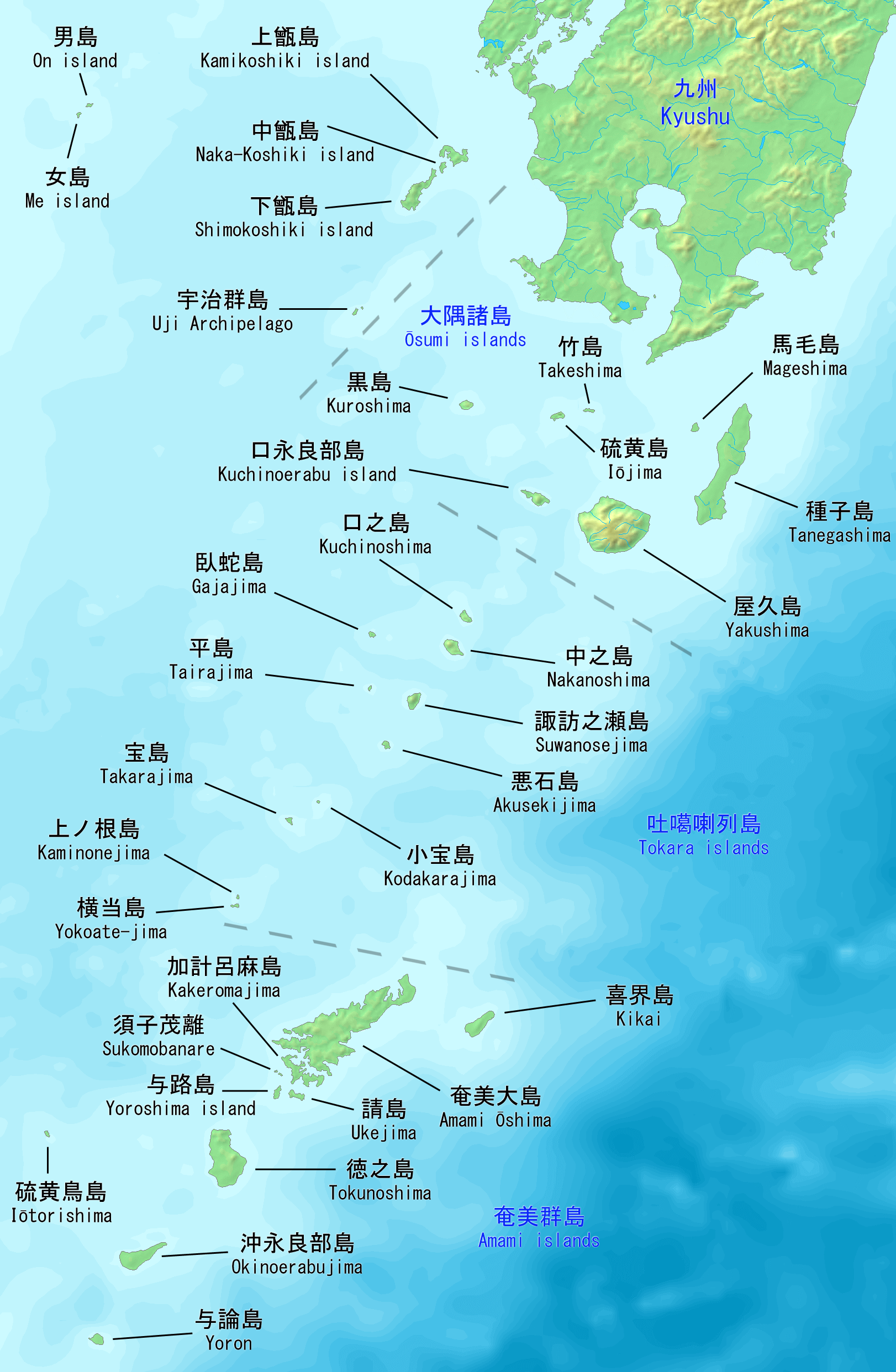
Lägeskarta.

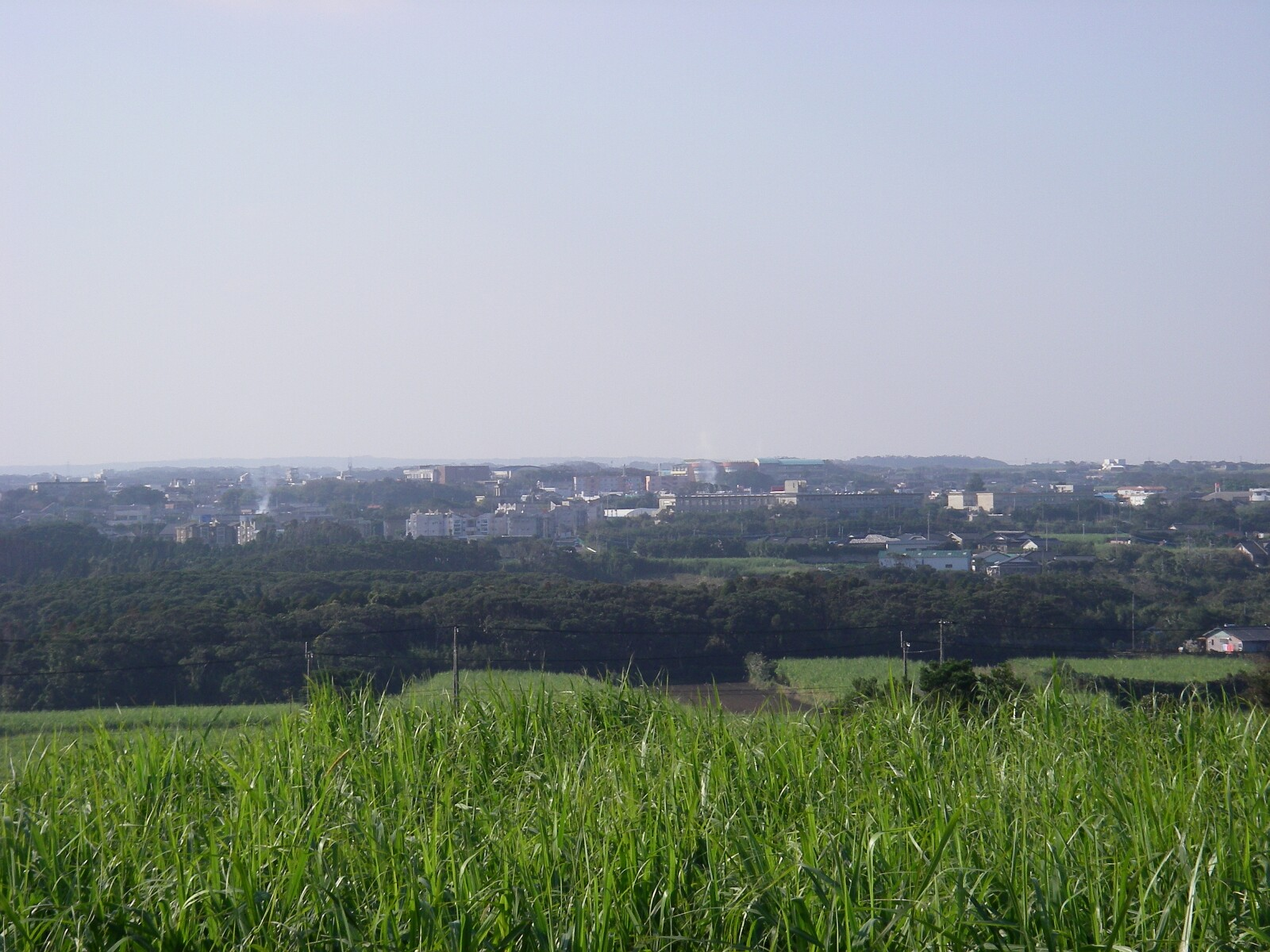
Nakatane-chō.

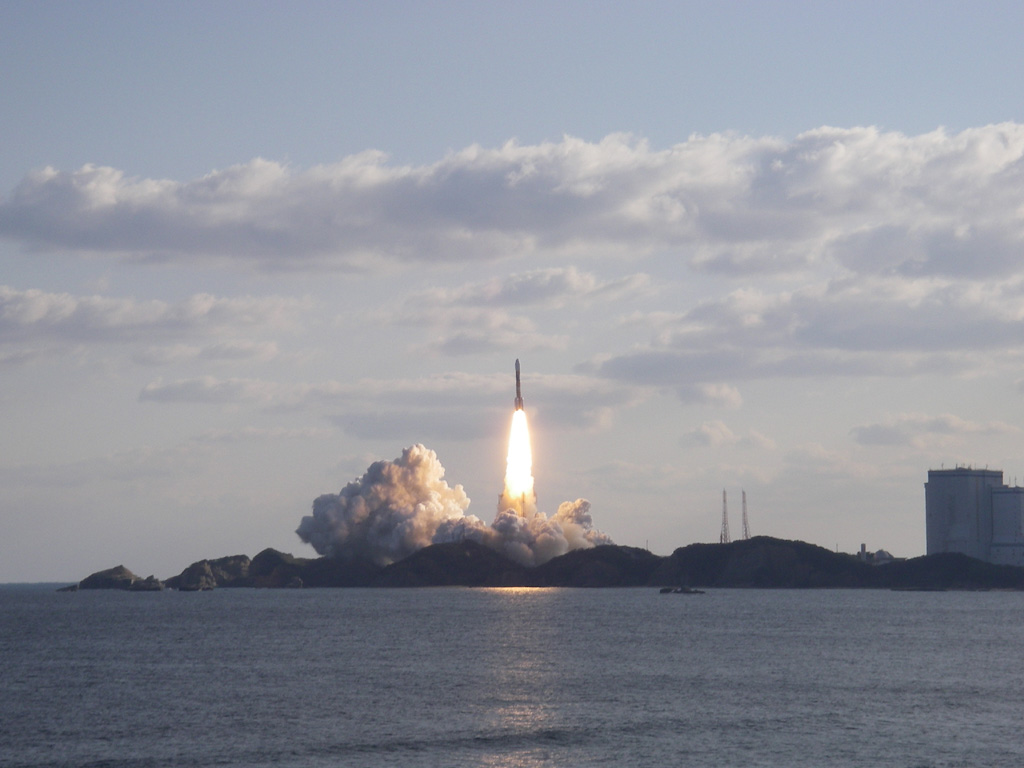
Japanska rymdcentret på Tanega-shima.

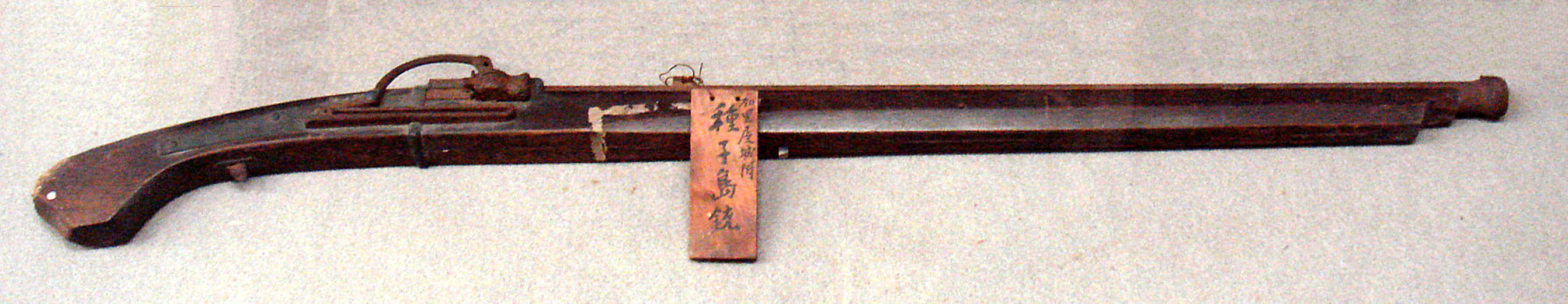
En Tanegashima-arkebuse.

Tanegashima (japanska 種子島 Tane-ga-shima, "Tanegaön") är huvudön bland Osumiöarna i nordvästra Stilla havet som tillhör Japan.

## Geografi
Tanegashima är den östligaste och näst största ön bland Osumiöarna och ligger cirka 43 kilometer söder om Kyushuön och ca 115 km söder om Kagoshima.
Ön är av vulkaniskt ursprung och har en areal om cirka 453,8 km², en längd på cirka 57 km och en bredd på mellan 5 och 12 km. Klimatet är subtropiskt. Den högsta höjden är på cirka 282 m ö.h.
Befolkningen uppgår till cirka 35 900 invånare varav cirka 19 000 bor i huvudkommunen Nishinoomote. Övriga större kommuner är Nakatane-chō och Minamitane-chō. Förvaltningsmässigt tillhör ön Kagoshima prefekturen.

### Luft- och rymdfart
Öns flygplats Nishinoomote Airport eller Tanegashima Airport (flygplatskod "IIN") har kapacitet för lokalt flyg, det finns även regelbundna färjeförbindelse med staden Kagoshima på fastlandet.
1969 öppnades rymdhamnen "Tanegashima Space Center" (TNSC) på den sydöstra delen av ön nära Minamitane-chō. Rymdcentret startades av den dåvarande japanska rymdforskningsstyrelsen NASDA ("National Space Development Agency of Japan") (1) och övertogs sedan av JAXA ("Japan Aerospace Exploration Agency").

## Historia
Det är osäkert när ön upptäcktes, de första dokumenterade omnämnandena finns i boken Nihonshoki från 720-talet.
1543 strandade ett kinesiskt fartyg med portugiser vid Kadokura-saki (Kap Kadokura) på öns södra del. Portugiserna, ledda av Fernão Mendes Pinto, var beväpnade med arkebuser och därmed introducerades luntlåsbössor i Japan, sedermera ofta uppkallade efter ön – Tanegashima-arkebuse.
Ön utgjorde fram till 1624 en del i det oberoende kungadöme, Kungariket Ryukyu.
1609 invaderades Ryūkyūriket av den japanska Satsumaklanen under den dåvarande Daimyo som då kontrollerade området i södra Japan. Hela ögruppen införlivades 1624 i Satsumariket.
1879 under Meijirestaurationen införlivades riket i Japan, och området blev först del i länet Ōsumi no Kuni (Ōsumi provinsen) och senare del i Kagoshima prefekturen.
Under Andra världskriget ockuperades området våren 1945 av USA som förvaltade ön fram till 1953 då den återlämnades till Japan.

## Lokalt tillverkade eggverktyg
Tanegashima är berömt i Japan för sitt traditionella kniv- och saxhantverk. Tanegashimas hantverkare har hållit sin speciella teknik att smida och skärpa järnverktyg levande ända sen tiden för Tairaklanens förvisning dit från Kyoto 1185. 
"Tanegashima Hocho" (Tanegashimaknivar), används av många mästerkockar i Kyoto och Kansai, och "Tane-basami"(Tanegashimasaxar) föredras av många till Bonsaiarbeten. Dessa eggverktyg är fortfarande handgjorda och kända för högsta skärpa och kvalitet i det moderna Japan.

## Referenslitteratur
- Olof Lidin: Tanegashima: The Arrival of Europe in Japan. NIAS Press, Köpenhamn (2002). ISBN 0-7007-1674-2